# Dom Vazelhes w Montbrison
Dom Vazelhes w Montbrison (Hôtel de Vazelhes) – wzniesiony w XVIII wieku. Od 1982 roku posiada status monument historique, w kategorii classé (zabytek o znaczeniu krajowym).

## Lokalizacja
Budynek zlokalizowany jest przy 1 Rue du Palais de Justice w miejscowości Montbrison, w departamencie Loara, w regionie Owernia-Rodan-Alpy.

## Historia
W 1765 roku, markiz de Vazelhes, szlachcic z regionu, podjął decyzję o wybudowaniu rezydencji. Realizację projektu powierzył architektowi Jean-Baptiste Massonowi.
Prace budowlane rozpoczęto w 1766 a zakończono w 1770 roku. Z biegiem lat Hôtel de Vazelhes miał kilku właścicieli i przeszedł pewne modyfikacje, zwłaszcza w XIX wieku, kiedy wprowadzono dodatki, aby sprostać potrzebom szybko rozwijającego się społeczeństwa. Jednak pierwotna bryła została zachowana.

## Opis
Fasada wykonana jest z kamienia ciosanego, z korynckimi kolumnami i rzeźbionymi frontonami. Salony są bogato zdobione freskami ściennymi i sztukaterią. Budynek otaczają ogrody w stylu francuskim.